# FOSDEM
FOSDEM (Free and Open Source Developers' European Meeting) er en europæisk event centreret omkring FOSS. FOSDEM er målrettet mod udviklere og alle med interesse i fri og Open Source nyheder i hele verden. FOSDEM's mål er at få udviklere til at mødes og promovere opmærksomheden og brugen af fri og open source software.
FOSDEM sker hvert år i den første uge af februar ved Université Libre de Bruxelles (ULB), lokaliseret i det sydøstlige af Bruxelles og kan let nås via offentlig transport fra hovedbanegården.

## Finansiering
Eventet er helt gratis.

FOSDEM finansieres af sponsorer.

## Andre lignende konferencer
- FSCONS